# Muscle oblique supérieur de l'œil
Le muscle oblique supérieur du bulbe de l'œil ou muscle grand oblique de l'œil (ou anciennement le muscle pathétique) est un muscle oculomoteur.

## Description
Le muscle oblique supérieur du bulbe de l'œil est un muscle fusiforme.

### Origine
Le muscle oblique supérieur du bulbe de l'œil prend son origine au-dessus du bord médial de l'anneau de Zinn, qui se trouve à la partie postérieure de l'orbite, près de l'apex orbitaire.

### Trajet
Le muscle oblique supérieur se dirige vers l'avant et médialement, en passant au-dessus du muscle droit médial. Il se transforme ensuite en un tendon qui traverse une structure fibreuse formant la trochlée du muscle oblique supérieur, située à l'angle supéro-médial de l'orbite. A ce niveau le tendon se courbe en dehors, en bas et en arrière

### Insertion
Le tendon se termine en éventail pour s'insérer sur la partie supéro-latérale de hémisphère postérieure du globe oculaire.

## Innervation
Le muscle oblique supérieur est innervé par le nerf trochléaire, IVe nerf crânien.

## Vascularisation
Le muscle oblique supérieur est vascularisé par des branches de l'artère ophtalmique.

## Action
Le muscle oblique supérieur provoque l'intorsion du globe oculaire lorsqu'il est en abduction et l'oriente vers le bas lorsqu'il est en adduction.